# Фантазм (фильм)
«Фанта́зм» (англ. Phantasm) — американский фильм ужасов 1979 года режиссёра Дона Коскарелли. Приз Международного кинофестиваля фантастических фильмов в Авориазе. Породил целую франшизу фильмов.

## Сюжет
После смерти родителей 24-летний музыкант Джоди Пирсон растит 13-летнего брата Майка в небольшом городке, в котором происходит череда загадочных смертей.
Джоди и его друг, мороженщик Реджи, отправляются на похороны своего товарища, погибшего при странных обстоятельствах. Младший брат Джоди — Майк — после похорон прокрадывается на кладбище и становится свидетелем, как высокий могильщик достаёт гроб покойника, кладёт в катафалк и уезжает.
Майклу никто не верит, даже собственный брат. Тем же вечером Джоди отправляется в бар, где встречает красивую девушку, которая заманивает его на кладбище, где они начинают заниматься любовью. В это время подкарауливающий брата Майк сталкивается в кустах с карликами. В страхе Майк с криком бежит прочь. Встревоженный брат ловит Майка, а вернувшись к девушке, не находит её.
Майку снится сон: он на кладбище вместе с могильщиком, из могил поднимаются зомби и утаскивают Майка под землю. Позже он наяву сталкивается с тем же человеком, но тот просто смотрит на мальчика и уходит прочь. После этого Майк ещё больше уверяется в том, что в местном похоронном доме творятся странные вещи. Ночью он проникает туда и встречает странного человека, пытающегося его утащить. Мужчину жестоко убивает летающая сфера. Вскоре Майк сталкивается с могильщиком, который пускается за мальчиком в погоню. Убегая, Майк ножом отрезает пальцы могильщику. Один палец он забирает с собой, а на следующий день показывает брату, пытаясь доказать существование сверхъестественных сил. Однако палец превращается в огромное насекомое, которое братьям приходится уничтожить. Поверив брату, Джоди сам отправляется ночью в тот дом и в подвале встречает карлика. Убив одного, Джоди пытается сбежать. Ему на помощь приходит Майк, и вместе они уезжают с кладбища, однако за ними начинается охота. Джоди удаётся остановить преследователя, и им оказывается уменьшенный зомби, похожий на погибшего друга Джоди и Реджи.
Братья делятся своими подозрениями с Реджи, и они вместе решают сами разобраться во всём. Джоди отправляет Майкла к знакомым в ломбард. Там Майк находит фотографию, на которой запечатлён высокий могильщик. Опасаясь за жизнь брата, Майк просит девушек отвести его домой. По пути на них нападают карлики и похищают девушек. Майк спасается и, вернувшись домой, рассказывает Джоди, что с ними случилось, и про то, что Реджи тоже похищен высоким. Не раздумывая, Джоди решает отправиться в похоронное бюро спасать друга, но младший брат не хочет отпускать его одного. Джоди запирает брата в своей комнате и уезжает на кладбище Морнингсайд. Майку удаётся открыть дверь, и, схватив пистолет, он бежит к выходу в надежде догнать брата. Но на пороге оказывается Высокий, который хватает мальчика и бросает в катафалк. По дороге Майку удаётся бежать, прострелив заднее стекло и выпрыгнув из машины. Из-за простреленного колеса машина с Высоким врезается в столб и взрывается.
Посчитав, что с Высоким покончено, Майк решает найти своего брата в Белом доме и узнать, что же на самом деле Высокий сделал с его родителями. В доме Майк встречает Джоди, а затем и Реджи. Вместе они находят комнату с множеством сосудов, в которых хранится новая армия карликов, и странные ворота. Майк случайно попадает в ворота и оказывается на другой планете, очень похожей на ад. Джоди спасает брата, и втроём друзья покидают дом, который тут же начинает разрушаться. На выходе из дома мощный порыв ветра разделяет друзей. Реджи попадает в руки могильщику, и тот убивает его. Братьям удаётся спастись.
Вскоре Джоди решает сам остановить маньяка и уезжает, оставив Майка одного дома. На мальчика вновь нападает Высокий, пытаясь убить. Майк убегает и в ходе продолжительной погони заманивает могильщика в ловушку, где тот проваливается в глубокую заброшенную шахту. Джоди заваливает шахту грудой камней, и братья уезжают.
Майк просыпается в своей кровати и видит живого Реджи. Мальчик рассказывает ему свою историю и вскоре понимает, что всё произошедшее было лишь сном, а его брат погиб в автокатастрофе. Реджи предлагает Майку уехать из города, и тот соглашается. Собирая вещи, Майк замечает в отражении зеркала могильщика, злобно смотрящего на него, после чего карлики утаскивают мальчика сквозь стекло.

## В ролях
- А. Майкл Болдуин — Майкл (Майк) Пирсон
- Билл Торнбери — Джоди Пирсон
- Реджи Бэннистер — Реджи
- Ангус Скримм — Высокий Человек (Верзила)
- Кэти Лестер — леди в лиловом

## Прокат
Фильм был продан Коскарелли дистрибьютеру AVCO Embassy Pictures, который выпустил фильм на экраны 28 марта 1979 года. Первым зарубежным дистрибьютером фильма была британская компания GTO Films, но за пределами США фильм не стал большим кассовым хитом. Зато имел определённый успех выпуск фильма на видео (был выпущен на обоих конкурирующих тогда форматах Betamax и VHS), он даже попал в десятку видеопроката 1981 года. В Австралии дистрибьютеры были вынуждены изменить название фильма на The Never Dead, из-за популярной австралийской секс-комедии Фантазм (1976).
В 2016 году в прокат и на Blu-ray вышла версия фильма в разрешении 4K Phantasm: Remastered. Реставрация была произведена по инициативе Джей Джей Абрамса на его студии Bad Robot Productions.

## Награды и номинации
- 1979 — Дон Коскарелли получил специальный приз жюри на кинофестивале в Авориазе.
- 1980 — фильм номинировался на премию «Сатурн» как лучший фильм ужасов.

## Факты
- Первоначальный хронометраж фильма составлял 3 часа.
- В сцене похорон снимались родители Дона Коскарелли и Реджи Баннистера.
- Роли гномов исполняли дети.
- Рост Ангуса Скримма, исполнившего роль Верзилы, 1,93 м, однако актёр для ещё большего эффекта снимался в специальных ботинках на высокой платформе.
- Сценарий фильма был написан за три недели Доном Коскарелли в уединении в собственном горном домике. Кроме того, Коскарелли выступил в качестве продюсера, оператора и монтажёра.
- Съёмки фильма осуществлялись на камеры Panavision. Чтобы сэкономить деньги, выделенные ему отцом для съёмок фильма (около 300 000 долларов), Коскарелли арендовал дорогое оборудование по пятницам, использовал их на выходных, а возвращал в понедельник, оплачивая аренду за один рабочий день.
- Интерьеры похоронного дома были выстроены в помещении старого склада вместе с Полом Пеперманом, сопродюсером фильма и давним приятелем Коскарелли. Экстерьеры дома снимали в Окленде со старинного викторианского особняка, который также снимали для фильма ужасов «Жертвы всесожжения» (англ. Burnt Offerings, 1976) и для одной из серий фильмов про Джеймса Бонда — «Вид на убийство» (1985).
- Шведская дэт-метал группа Entombed использовала в своей песне Left Hand Path заглавную мелодию кинофильма.